# Nissi
Nissi ist eine ehemalige Landgemeinde im estnischen Kreis Harju mit einer Fläche von 264,9 km². Sie hatte 3225 Einwohner (Stand: 1. Januar 2010). Seit 2017 ist Nissi Teil der Landgemeinde Saue.
Nissi liegt im Südwesten des Landkreises, ca. 45 km von Tallinn entfernt. Neben dem Hauptort Riisipere (deutsch: Riesenberg) gehörten zur Gemeinde die Dörfer Aude, Ellamaa, Jaanika, Kivitammi, Lehetu, Lepaste, Madila, Munalaskme, Mustu, Nurme, Odulemma, Rehemäe, Siimika, Tabara, Turba, Ürjaste, Vilumäe und Viruküla.
Nissi wurde erstmals 1219/20 urkundlich erwähnt. Im 14. Jahrhundert wird das dortige Rittergut als eines der mächtigsten und ältesten Estlands beschrieben.

## Wappen
Wappenbeschreibung: Im grünen Schild drei an ihren Fruchtbechern zusammengewachsene goldene Haselnüsse im Dreipass.

## Persönlichkeiten
- Leo Bruhns (* 1884 in Nissi; † 1957 in Rom), Kunsthistoriker, Hochschullehrer und Direktor der Bibliotheca Hertziana in Rom